# فرانکفورتر بورو سنتر
فرانکفورتر بورو سنتر (انگلیسی: Frankfurter Büro Center) ساختمان اداری ۴۰ طبقه مستقر در شهر فرانکفورت است، که در سال ۱۹۸۰ احداث گردید.